# Takuto Hashimoto
Takuto Hashimoto (født 11. april 1991) er en japansk fodboldspiller, som spiller for den japanske fodboldklub Fukushima United FC.